# 蜂須賀氏 (肥後国)
蜂須賀氏（はちすかし）は、日本の氏族の一つ。
新田氏流里見氏の支族。里見義成の庶子の鳥山時成の曾孫の蜂須賀親家と蜂須賀能祐兄弟を祖とする。元々は尾張の蜂須賀氏と同様に「須賀氏」と呼ばれたという。家紋は五三桐・抱き柏。

## 出自・概要
里見氏の一族の鳥山氏の一族に蜂須賀親家という人物の名が、『尊卑分脈』を基にした『系図纂要』・『鑁阿寺新田足利両家系図』（『鑁阿寺系図』）の中にある「里見氏系図」に記載されてある。それによると、親家は兄弟の能祐と又従兄弟の鳥山亮氏とともに惣領家の新田義貞に従ったという。南朝に属し、勅命によって、菊池氏を援助するために肥後に赴任し、その子孫は益城郡豊福庄（現・熊本県宇城市松橋町豊福）に土着したと記されてある。
正家の代になると子がなく、同族の斯波氏一族から婿養子の正秋（斯波義将の子?）を迎えたという。正秋は蜂須賀彦六郎と称して、尾張中村に移住して、その子孫が蜂須賀正勝という伝承がある。

## 系譜
```
　　
里見義成

　　　 ┃
　　
鳥山時成

　　　 ┣━━━━━━━━━━━━━━━━━━━━━┳━━┓
　　　
親成（義高）
　　　　　　　　　　　　　　　　　　　　　　　　　　　　　　　　　　　　　　　　　　　　　　　　　　　　　　　　　
頼成
　　　
経成

　　　 ┃　　　　　　　　　　　　　　　　　　　　　　　　　　　　　　　　　　　　　　　　　　　　　　　　　　　　　　　　　　　　　　　　　　　　　　　┃　　　　　　┣━━┓
　　　
親清（高親）
　　　　　　　　　　　　　　　　　　　　　　　　　　　　　　　　　　　　　　　　　　　　　　　　　　　　　　　　　
氏成
　　　
信成
　　　
家成

　　　 ┣━━━━━━━━━━┳━━┓　　　　　　　　　　　　　　　　　　　　　　　　┣━━┓
　　
蜂須賀親家
（蜂須賀氏）　　　　　
家次
　　
能祐
（蜂須賀氏）　　　　
義盛
　　　
亮氏

　　　 ┣━━━━━┳━━━━┓　　　　　　　┃　　　　　　　　　　　　　　　　　　　　　　　　┣━━┓
　　　
義久（親氏）
　　
義顕（親文）
　　
義親
　　
親正
　　　　　　　　　 　　　　　　　　　　　
義胤
　　　
房成

　　　 ┃ 　　　　　　　　　 　　　　　　┣━┓　　　　　　　　　　　　　　　　　┃　　　　　　　　　　　　　　　　　　　　　　　　┣━━┓
　　　
家氏
　　　　　　　　　　　　
親義
　　
義房（親安）
　　
正家
　　　　　　　　　　　　　　　　　　　　　
貞直
　　　
盛貴

　　　　┃　　　　　　　　　　　　　　　　　　　　　　　　　　　　　　　　　　　　　　　　　　　　　|
　　　
家親
　　　　　　　　　　　　　　　　　　　　　　　　　　　　　　　　　　　　　　　　
正秋
（
斯波義将
の子?）
　　　　┃　　　　　　　　　　　　　　　　　　　　　　　　　　　　　　　　　　　　　　　　　　　　　|
　　　
家貞
　　　　　　　　　　　　　　　　　　　　　　　　　　　　　　　　　　　　　　　　
正永（正則）
（
斯波氏
出身）
　　　　┃　　　　　　　　　　　　　　　　　　　　　　　　　　　　　　　　　　　　　　　　　　　　　¦
　　　
親房
　　　　　　　　　　　　　　　　　　　　　　　　　　　　　　　　　　　　　　　　
正勝
```